# Buffalo Springfield Again
| Recensione       | Giudizio          |
| ---------------- | ----------------- |
| AllMusic         | [ 1 ]             |
| Robert Christgau | A-                |
| Ondarock         | Disco consigliato |
| Sputnikmusic     | [ 4 ]             |

Buffalo Springfield Again è il secondo album discografico del gruppo folk rock Buffalo Springfield, pubblicato nel 1967 dall'etichetta Atco Records.
Nel 2003 l'album è stato inserito alla posizione numero 188 nella lista dei 500 migliori album di sempre redatta dalla rivista Rolling Stone.

## Il disco
Le sessioni di registrazione per l'album si protrassero a lungo a causa delle frequenti assenze di Neil Young e per la mancanza di un bassista fisso nella band dopo l'arresto per droga e conseguente rimpatrio in Canada di Bruce Palmer. All'album presero parte numerosi session men della zona di Los Angeles.
Tra i brani più notevoli sul disco, da segnalarsi l'hit minore di Young Mr. Soul. L'album include anche due esperimenti orchestrali prodotti da Young con Jack Nitzsche: Expecting to Fly e Broken Arrow. Entrambi i brani erano stati ideati come canzoni soliste di Neil Young, infatti contengono solo Young come unico membro dei Buffalo Springfield, accompagnato da vari turnisti esterni al gruppo (sebbene Furay sovraincise un'armonia vocale in Broken Arrow).
Stephen Stills contribuì al disco con quattro brani, fra le altre Rock and Roll Woman, canzone scritta insieme a David Crosby (non accreditato) e con quest'ultimo ai cori d'accompagnamento. Questa traccia è presumibilmente la prima prova su disco di una collaborazione fra Stills e Crosby. Simultanee tensioni venutesi a creare nei Buffalo Springfield, nei Byrds, e negli Hollies, avrebbero contribuito alla successiva formazione dei Crosby, Stills & Nash.

## Tracce
Lato A
1. Mr. Soul – 2:35 (Neil Young) – Registrazione: 9 gennaio 1967, Atlantic Studios, New York, New York. Sovraincisioni: 4 aprile 1967. Voce solista: Neil Young.
2. A Child's Claim to Fame – 2:09 (Richie Furay) – Registrazione: 21 giugno 1967, Columbia Recording Studios, Los Angeles, California. Voce solista: Richie Furay.
3. Everydays – 2:38 (Stephen Stills) – Registrazione: 15 marzo 1967, Gold Star Studios, Los Angeles, California. Voce solista: Stephen Stills.
4. Expecting to Fly – 3:39 (Neil Young) – Registrazione: 6 maggio 1967, Sunset Sound, Los Angeles, California. Voce solista: Neil Young.
5. Bluebird – 4:28 (Stephen Stills) – Registrazione: 4 aprile 1967, Sunset Sound, Los Angeles, California. Voce solista: Stephen Stills.

Durata totale: 15:29
Lato B
1. Hung Upside Down – 3:24 (Stephen Stills) – Registrazione: 30 giugno & 1–5 settembre 1967, Columbia Recording Studios & Sunset Sound, Los Angeles, California. Voce solista: Richie Furay (strofa), Stephen Stills (ritornello).
2. Sad Memory – 3:00 (Richie Furay) – Registrazione: 5 settembre 1967, Sunset Sound, Los Angeles, California. Voci soliste: Richie Furay e Neil Young.
3. Good Time Boy – 2:11 (Richie Furay) – Registrazione: agosto 1967, Sunset Sound, Los Angeles, California. Voce solista: Dewey Martin.
4. Rock & Roll Woman – 2:44 (Stephen Stills) – Registrazione: 22 giugno & 8 agosto 1967, Sunset Sound, Los Angeles, California. Voce solista: Stephen Stills.
5. Broken Arrow – 6:13 (Neil Young) – Registrazione: 25 agosto & 5–18 settembre 1967, Columbia Recording Studios & Sunset Sound, Los Angeles, California. Voce solista: Neil Young.

Durata totale: 17:32

## Musicisti
Mr. Soul
- Neil Young - chitarra solista, voce solista
- Stephen Stills - chitarra ritmica, accompagnamento vocale - cori
- Richie Furay - chitarra ritmica, accompagnamento vocale - cori
- Bruce Palmer - basso
- Dewey Martin - batteria
- Charles Greene e Brian Stone - produttori

A Child's Claim to Fame
- Richie Furay - chitarra, voce solista, produttore
- Neil Young - chitarra, accompagnamento vocale - cori
- Stephen Stills - chitarra, accompagnamento vocale - cori
- James Burton - dobro
- Bruce Palmer - basso
- Dewey Martin - batteria
- Ross Myering - ingegnere della registrazione

Everydays
- Stephen Stills - voce solista, pianoforte, produttore
- Neil Young - chitarra humm, produttore
- Richie Furay - chitarra ritmica, accompagnamento vocale - cori
- Jim Fielder - basso
- Dewey Martin - batteria
- Ahmet Ertegün - produttore

Expecting to Fly
- Neil Young - voce solista, chitarra solista, accompagnamento vocale - cori, produttore, arrangiamenti
- Richie Furay - chitarra, accompagnamento vocale - cori
- Jack Nitzsche - pianoforte elettrico, produttore, arrangiamenti
- Don Randi - pianoforte (grand piano)
- Jim Fielder - basso? (non accreditato)
- Dewey Martin - batteria
- Bruce Botnick - ingegnere della registrazione

Bluebird
- Stephen Stills - voce solista, chitarra, tambura, produttore
- Richie Furay - chitarra, accompagnamento vocale - cori
- Neil Young - chitarra
- Charlie Chin - banjo
- Bobby West - basso
- Dewey Martin - batteria
- Ahmet Ertegun - produttore
- Bruce Botnick - ingegnere della registrazione

Hung Upside Down
- Stephen Stills - voce solista (ritornello), chitarra (fuzz), organo, produttore
- Richie Furay - voce solista (strofa), chitarra, accompagnamento vocale - cori
- Neil Young - chitarra, accompagnamento vocale - cori
- Bruce Palmer - basso
- Dewey Martin - batteria
- Jim Messina - ingegnere della registrazione

Sad Memory
- Richie Furay - voce solista, chitarra solista, produttore
- Neil Young - voce solista, chitarra solista
- Richie Furay - chitarra ritmica
- Bruce Palmer - basso
- Dewey Martin - batteria
- William Brittan - ingegnere della registrazione (eccetto registrazione della chitarra solista)
- Bill Lazarus - ingegnere della registrazione (solo chitarra solista)

Good Time Boy
- Dewey Martin - voce solista, batteria
- Richie Furay - chitarra, produttore esecutivo, compositore
- Neil Young - chitarra
- Stephen Stills - chitarra
- Bruce Palmer - basso
- The American Soul Train from Louisiana - strumenti a fiato, arrangiamenti sezione strumenti a fiato

Rock & Roll Woman
- Stephen Stills - voce solista, chitarra solista, pianoforte elettrico, organo, produttore
- Richie Furay - chitarra, accompagnamento vocale - cori
- Neil Young - chitarra, accompagnamento vocale - cori, produttore
- Bruce Palmer - basso
- Dewey Martin - batteria
- David Crosby - ispiratore

Broken Arrow
- Neil Young - voce solista, chitarra, produttore
- Don Randi - pianoforte
- Stephen Stills - chitarra
- Richie Furay - chitarra, accompagnamento vocale - cori
- Chris Sarns - chitarra
- Bruce Palmer - basso
- Dewey Martin - batteria
- Jim Messina - ingegnere della registrazione
- Dedicato a Ken Koblun[7]

Note aggiuntive:
- Richie Furay, Jack Nitzsche, Stephen Stills, Neil Young: produzione
- Jim Messina, Bruce Botnick (Expecting to Fly e Bluebird): tecnici del suono
- Tim Mulligan: masterizzazione
- Loring Eutemey: design
- Eve Babitz: illustrazioni
- Buffalo Springfield: note interne